# Mika Kottila
Mika « Hirvi » Kottila (né le 22 septembre 1974 à Vantaa en Finlande) est un ancien joueur international de football finlandais, qui jouait au poste d'attaquant.

## Biographie

### Club
Kottila a passé presque la quasi-totalité de sa carrière en Scandinavie rejoignant le RoPS en 1992. Il passe une brève période en prêt dans le club anglais du Hereford United durant la saison 1996-97, avec qui il joue treize matchs de championnat, inscrivant un but.
Il rejoint ensuite le Helsingin Jalkapalloklubi pour la seconde fois, après y avoir joué durant la saison 1994. Il joue en tout 157 matchs et inscrit 56 buts pour le club durant ses trois périodes.
L'apogée de sa carrière fut lorsqu'il inscrivit deux buts lors de la Ligue des champions de l'UEFA en 1998.
Il part ensuite en Norvège pour évoluer dans le club du SK Brann durant la saison 1999, puis en Suède pour le club du Trelleborgs FF. Lors de sa troisième période du HJK entre 2002 et 2004, il évolue durant la Ligue des champions de 2004, jouant contre Linfield et la Maccabi Tel Aviv lors des tours de qualifications.
En 2005 et 2006, il a évolué avec le club du FC Lahti en Veikkausliiga.

### Sélection
Il a en tout joué 31 matchs avec l'équipe de Finlande, pour 6 buts entre 1998 et 2004.